# Celle di Bulgheria
Celle di Bulgheria – miejscowość i gmina we Włoszech, w regionie Kampania, w prowincji Salerno.
Według danych na rok 2004 gminę zamieszkiwało 2061 osób, 66,5 os./km².